# 亜利弥’
亜利弥’（ありや、本名：小山 亜矢（こやま あや）、1973年3月8日 - 2018年8月27日）は、日本の元女子プロレスラー。和歌山県和歌山市出身。

## 来歴
1996年4月14日、吉本女子プロレスJd'旗揚げ戦・六本木ヴェルファーレ大会の対阿部幸江戦で本名名義で初出場した。以後Jd'→大日本プロレス→LLPW→Jd'を経てフリーで、プロレスにとどまらず、総合格闘技、ボクシング、キックボクシングでも試合に出場する。
2010年10月10日に、5年10か月ぶりで総合格闘技に出場し、JEWELS 10th RINGのメインイベントで森藤美樹と対戦したがチョークスリーパーで一本負けを喫した。
その後はREINA女子プロレスを主戦に活動しており、2016年1月8日に東京・新木場1stRINGで自主興行『亜利弥’デビュー20周年記念大会To Live～Wonderful Friends～』を開催した。大会発表会見の場で、自身の体が乳がんのステージIVで医師から余命宣告を受けていることを初めて公表した。「20周年興行でもう一度リングに立つ」の公言を、2017年4月7日、新宿FACEで引退興行を自ら開催し、現役を引退した。
2018年8月27日、乳がんにより死去。45歳没。田中将斗は地元の同級生で亡くなるまで交流があった。

## 得意技
- 夜叉スープレックス

## 戦績

### 総合格闘技
| 総合格闘技 戦績 | 総合格闘技 戦績 | 総合格闘技 戦績 | 総合格闘技 戦績 | 総合格闘技 戦績 | 総合格闘技 戦績 | 総合格闘技 戦績 |
| --------------- | --------------- | --------------- | --------------- | --------------- | --------------- | --------------- |
| 16 試合         | (T)KO           | 一本            | 判定            | その他          | 引き分け        | 無効試合        |
| 4 勝            | 0               | 4               | 0               | 0               | 1               | 0               |
| 11 敗           | 0               | 7               | 4               | 0               | 1               | 0               |

| 勝敗 | 対戦相手           | 試合結果                   | 大会名                                                                  | 開催年月日     |
| ×    | 森藤美樹           | 1R 1:51 チョークスリーパー | JEWELS 10th RING                                                        | 2010年10月10日 |
| △    | 高橋裕美           | 5分2R終了 時間切れ         | 全日本女子プロレス「タッグリーグ・ザ・ベスト」 【総合格闘技ルール】     | 2004年12月19日 |
| ○    | 内藤晶子           | 2R 1:09 腕ひしぎ十字固め   | CROSS SECTION 第1回大会                                                 | 2004年4月18日  |
| ○    | 押野愛子           | 2R 1:08 腕ひしぎ十字固め   | DEEP 13th IMPACT in KORAKUEN HALL                                       | 2004年1月22日  |
| ×    | ジェット・イズミ   | 5分2R終了 判定0-3          | SMACKGIRL Third Season-III                                              | 2003年5月7日   |
| ×    | 虎島尚子           | 1R 6:28 腕ひしぎ十字固め   | ARKADIA                                                                 | 2003年3月29日  |
| ×    | 大門まい子         | 1R 3:39 ヒールホールド     | SMACKGIRL Third Season-I                                                | 2003年3月3日   |
| ○    | 金井広美           | 2R 2:27 腕ひしぎ袈裟固め   | SMACKGIRL "JAPAN CUP 2002 GRAND FINAL 〜The Last Performance of 2002〜" | 2002年12月29日 |
| ×    | 金子真理           | 5分3R終了 判定0-3          | SMACKGIRL "JAPAN CUP 2002 開幕戦"                                       | 2002年10月5日  |
| ○    | 川又尚美           | 1R 2:30 腕ひしぎ十字固め   | SMACKGIRL 〜Summer Gate 2002〜                                          | 2002年8月4日   |
| ×    | 高橋洋子           | 1R 1:43 フロントチョーク   | ZERO-ONE「IMPOSSIBLE TO ESCAPE」                                        | 2002年7月7日   |
| ×    | 彩丘亜沙子         | 5分3R終了 判定0-3          | SMACK GIRL 〜GOLDEN GATE 2002〜                                         | 2002年5月6日   |
| ×    | 虎島尚子           | 6:28 腕ひしぎ十字固め      | ARKADIA                                                                 | 2002年3月29日  |
| ×    | しなしさとこ       | 1R 2:29 腕ひしぎ十字固め   | AX "We Want To Shine 〜輝きたいの〜"                                    | 2001年12月26日 |
| ×    | 久保田有希         | 5分3R終了 判定0-3          | SMACK GIRL "Fighting Chance"                                            | 2001年6月28日  |
| ×    | アンナ・コピリーナ | 2R 0:30 腕ひしぎ十字固め   | ReMix GOLDEN GATE 2001                                                  | 2001年5月3日   |

### キックボクシング
| 勝敗 | 対戦相手   | 試合結果          | 大会名                                                                              | 開催年月日     |
| ×    | 佐竹のぞみ | 3R終了 判定0-3    | J-NETWORK「J-GIRLS Catch The stone〜9」 【J-GIRLSアラフォートーナメント2010 1回戦】 | 2010年7月25日  |
| ○    | A.I        | 3R終了 判定2-0    | 四角い戦場 〜強兵達の主張〜【オープニングファイト】                                 | 2008年1月19日  |
| ×    | 成沢紀予   | 2分3R終了 判定0-3 | J-NETWORK「J-GIRLS 女祭り 開幕戦」                                                  | 2007年2月4日   |
| ×    | 柳川舞     | 2分3R終了 判定0-3 | J-NETWORK&日本女子ボクシング協会合同興行「女祭り」                                  | 2006年10月29日 |